# Walter Huddleston
Walter Darlington "Dee" Huddleston, född 15 april 1926 i Burkesville, Kentucky, död 16 oktober 2018, var en amerikansk demokratisk politiker. Han representerade delstaten Kentucky i USA:s senat 1973–1985.
Huddleston deltog i andra världskriget i USA:s armé. Han utexaminerades 1949 från University of Kentucky. Han var ledamot av delstatens senat 1965–1972.
Senator John Sherman Cooper ställde inte upp för omval i senatsvalet 1972. Huddleston besegrade tidigare guvernören Louie B. Nunn i senatsvalet och tillträdde som ledamot av USA:s senat i januari 1973. Han omvaldes 1978. Huddleston förlorade mycket knappt mot utmanaren Mitch McConnell i senatsvalet 1984.